# Pink Friday: Roman Reloaded
| Оценки критиков   | Оценки критиков |
| Источник          | Оценка          |
| ----------------- | --------------- |
| Allmusic          | [ 1 ]           |
| Robert Christgau  | A–              |
| The Guardian      | [ 3 ]           |
| The Independent   | [ 4 ]           |
| Los Angeles Times | [ 5 ]           |
| NME               | 5/10            |
| Pitchfork Media   | 6.7/10          |
| Rolling Stone     | [ 8 ]           |
| Slant Magazine    | [ 9 ]           |
| Spin              | 8/10            |

Pink Friday: Roman Reloaded (в переводе с англ. — «Розовая пятница: Перезагрузка Романа») — второй студийный альбом рэп-исполнительницы Ники Минаж, вышедший 2 апреля 2012 года на лейблах Young Money, Cash Money и Universal Republic. Название альбома было собрано из названия дебютной пластинки реперши «Pink Friday» и названия одной из её песен «Roman Reloaded». Стилистически альбом разделен на две части: хип-хоп и данс-поп.
После релиза пластинка получила смешанные отзывы от критиков. Альбом дебютировал на первом месте в чарте Billboard 200, с количеством 253 000 копий, в первую неделю. При этом он стал вторым «номером один» в Америке, и первым дебютом на первой позиции для исполнительницы (первый альбом стартовал со второго места в первую неделю и достиг первой позиции через несколько недель). Альбом получил платиновую сертификацию в Америке. Также запись достигла первого места в Канаде и Великобритании, и «первой пятерики» в Австралии, Ирландии и Новой Зеландии.
Из альбома было выпущено 5 синглов и 2 промосингла («Stupid Hoe» и «Roman Reloaded»). Первый сингл Starships, достиг 5 позиции в чарте Billboard Hot 100, став вторым синглом в дискографии Минаж попавшим в Топ-10. Right by My Side и Beez in the Trap достигли умеренного умеренного успеха в Hot R&B/Hip-Hop Songs. Pound The Alarm и Va Va Voom достигли 15 и 22 мест в «Billboard Hot 100» соответственно.

## Об альбоме
Концепция альбома заключается в идее возвращения Романа Золански. Альбом совмещает в себе такие стили как Hip Hop , Disco, Hardcore-Rap, R&B, Eurodance, Europop и Dance-Pop. Треки в альбоме от его лица станут более агрессивными. Также Ники упомянула, что в этом альбоме будет меньше совместных работ в отличие от её первого альбома Pink Friday. Альбом издан в двух версиях: стандартном и подарочном изданиях.
31 марта альбом слили в сеть. Критики неоднозначно приняли альбом.
Над альбомом Ники работала с такими продюсерами, как  Alex da Kid, Alex P, Pop & Oak, Benny Blanco, Blackout, Carl Falk, Cirkut, Давидом Геттой, DJ Diamond Kuts, Dreamlab, Лукашом Готвальдом (или Dr. Luke), Flip, Hitboy, Джимми Джокером, J.R. Rotem, Kane Beatz, Kenoe, KoOol Kojak, Rami Yacoub, RedOne, Rico Beats, Ryan & Smitty, Nikhil S. и T-Minus. В альбоме присутствуют коллаборации с Кэмроном, Риком Россом, 2 Chainz, Лилом Уэйном, Дрейком, Насом, Джиззи, Крисом Брауном, Бобби Валентино и Bennie Man. В делюкс-издание альбома вошла совместная песня с Давидом Геттой.

### Концепция
Концепция альбома заключается в возвращении Романа Золански, альтер эго Ники. По словам Ники, Роман это мужчина из Лондона, блондин, гомосексуалист и очень агрессивный человек. Ники представила его в совместной песне с Trey Songz «Bottoms up». В альбоме Pink friday от его лица исполнено два трека: «Roman's revenge» и «Wave ya hande», Также Ники часто исполняла от его лица куплеты а песнях других исполнителей.
Стилистически альбом можно разделить на две части: первая часть состоит из хип-хоп треков, вторая часть, из танцевальных поп-треков. В отличие от дебютного альбома, в Roman Reloaded  от лица Романа исполнено гораздо больше треков. К таким можно отнести «Roman Holiday», «Come on a Cone», «I am Your Leader», «Beez in the Trap», «Roman Reloaded», «Pound the Alarm» (первый куплет), «Stupid Hoe» и «Masquerade» (последний куплет).
Также, многие песни в альбоме посвящены конфликту с рэп-исполнительницей Лил Ким.

## Синглы
- Первым синглом была выбрана песня «Starships». Релиз сингла состоялся 14 февраля 2012. Изначально планировалось издать песню «Va Va Voom» синглом, на трек даже был снят клип, но в последнюю минуту, было принято решение издать песню Starships первым синглом. Видеоклип был выпущен 26 июля 2012 года, через два месяца после выхода сингла, и почти через месяц после выхода альбома. Сингл был коммерчески успешен и стал мировым хитом: вошёл в топ-10 чартов Австралии, Канады, Дании, Франции, Ирландии, Японии, Новой Зеландии и Великобритании. Занял пятую строчку в американском чарте Billboard Hot 100.
- Вторым синглом был издан трек «Right by My Side» записанный совместно с американским исполнителем Крисом Брауном. Сингл был отправлен на U.S. Rhythmic radio 27 марта 2012. Видеоклип был выпущен 16 мая 2016 года, в съемках принял участие рэпер Нас. Сингл достиг 51-й строчки в чарте Billboard Hot 100.
- Nicki Minaj издала промосинглом трек «Beez In The Trap» записанный совместно с 2 Chainz, но в дальнейшем песня была издана третьим синглом из альбома. Клип на данную композицию был снят 18 марта 2012 года в Майами, премьера клипа состоялась на официальном сайте Минаж 6 апреля 2012. Сингл достиг 48-й строчки в чарте Billboard Hot 100.
- 6 июня 2012 года Ники объявила, что четвёртым синглом будет песня «Pound The Alarm». Клип на песню был выпущен 31 июля. Сингл достиг 15-й строчки в чарте Billboard Hot 100.
- 12 сентября в качестве сингла был выпущен бонус-трек делюкс-версии альбома «Va Va Voom». Видеоклип, снятый ещё в декабре 2011 года был выпущен 26 октября 2012 года. Сингл достиг 22-й строчки в чарте Billboard Hot 100.

### Фанатское голосование
24 мая 2012 года, Ники провела опрос среди фанатов, с просьбой выбрать следующий сингл. Опрос состоял из трёх секторов: в первом секторе предлагалось выбрать сингл среди баллад: «Marilyn Monroe», «Fire Burns», «Young Forever» и«Gun Shot». Второй сектор состоял из хип-хоп треков: «Champion», «HOV Lane» и «I Am Your Leader». Третий сектор состоял из танцевальных песен: «Pound The Alarm», «Va Va Voom» и «Whip it». Несмотря на победу «Va Va Voom», синглом была выбрана песня «Pound The Alarm», из-за большой популярности на европейских радиостанциях. Позже, Ники объявила, что шестым синглом будет выпущена песня «Champion», однако релиз так и не состоялся, по причине выхода переиздания и новой музыки.

### Промосинглы
- 2 декабря 2011 года был издан промосингл «Roman in Moscow». Песня дебютировала на 64 месте в американском чарте синглов Billboard Hot 100. Минаж назвала эту песню тизером альбома Pink Friday: Roman Reloaded. 18 декабря 2011 года на трек был снят клип, который выпущен не был. Позже трек не вошёл в альбом.
- 20 декабря 2011 года Минаж издала промосингл «Stupid Hoe». Трек дебютировал на 81 месте в чарте Billboard Hot 100. 20 января был выпущен клип на эту композицию. Клип был обвинён в плагиате образов из клипов «Lady Gaga Bad Romance» и Shakira «She Wolf». После выхода клипа песня поднялась до 59 места в чарте Billboard Hot 100.
- 24 августа было выпущено видео на песню «I Am Your Leader» которая в свою очередь, по словам Ники, никогда не станет синглом, как и песни «Come on a Cone» и «Fire Burns».

### Прочие композиции
- «Turn Me On» сингл из альбома Nothing but the Beat диджея David Guetta. Песня вошла в альбом в качестве бонус-трека. Песня достигла 4 позиции в Billboard Hot 100
- Nicki Minaj исполнила композицию «Roman Holiday» на Грэмми 2012. Изначально Nicki собиралась сделать песню промосинглом и представить её на iTunes, но в последний момент решение было отменено. Один из фанатов спросил Ники, будет ли песня синглом. На что Минаж ответила нет.

## Промо
Ники исполнила песню «Roman Holiday» на 54-й премии вручения наград Грэмми. Выступление было подвергнуто критике, из-за использования образов сатанизма и экзорцизма. 29 марта 2012 года Ники исполнила «Starships» в 11-м сезоне шоу American Idol.

### Турне
В марте 2012 года Минаж объявила европейские даты для её предстоящего тура Pink Friday Tour в поддержку альбома. В рамках турне Ники провела 41 в шоу, в Северной Америке, Европе, Азии и Океании. Тур начался в мае 2012 года и закончился в августе того же года.
В октябре 2012 года Ники отправилась в турне Pink Friday: Reloaded. В отличие от турне Pink Friday, все концерты второго тура прошли на аренах. Ни одного концерта ни прошло в Северной Америке. Ники посетила Европу, Океанию и дала один концерт в Азии. Тур завершился в декабре 2012 года.

## Награды и номинации
Альбом был номинирован на 40-ю церемонию премии American Music Awards 2012 года. Награждён в номинации «Лучший рэп/хип-хоп альбом» и получил номинацию в общей категории музыкальных жанров — «Лучший поп/рок альбом» уступив в победе альбому Believe, который выпустил Justin Bieber . Сама Ники была номинирована в номинациях: «Лучший рэп/хип-хоп артист» в которой и победила, и «Лучшая поп/рок исполнительница» в которой уступила Katy Perry. На премии MTV Video Music Awards (2012) были номинированы клипы на синглы — Beez in the Trap — «Лучшее хип-хоп видео», Turn Me On (сингл-клип диджея David Guetta) — «Лучшие спецэффекты в видео», а клип Starships выиграл в номинации «Лучшее видео исполнительницы».

## Переиздание
В сентябре 2012 года, на премии MTV VMA Ники анонсировала переиздание альбома Pink Friday: Roman Reloaded. Лид-сингл переиздания вышел 13 сентября, через день после выхода сингла «Va Va Voom». Сингл получил название «The Boys», и был записан совместно с певицей Кэсси Вентура. Переиздание получило название Pink Friday: Roman Reloaded – The Re-Up и вышло 19 ноября 2012 года, в формате бокс-сета: на первом диске был новый материал, на втором диске эксклюзивное DVD, на третьем диске оригинальный альбом. Переиздание состояло из семи новых песен и сингла «Va Va Voom».
Новый материал получил положительные отзывы от критиков, и помог альбому подняться на 80 позиций в чарте Billboard 200 и занять 27-ю строчку.

## Список композиций
| №                   | Название                                               | Автор(ы)                                                                                     | Продюсер(ы)              | Длительность |
| ------------------- | ------------------------------------------------------ | -------------------------------------------------------------------------------------------- | ------------------------ | ------------ |
| 1.                  | «Roman Holiday»                                        | Onika Maraj, Larry Nacht, Safaree Samuels, Winston Thomas                                    | Blackout Movement        | 4:05         |
| 2.                  | «Come on a Cone»                                       |                                                                                              | Hit-Boy                  | 3:05         |
| 3.                  | «I Am Your Leader» (совместно с Cam’ron и Rick Ross)   |                                                                                              | Hit-Boy                  | 3:33         |
| 4.                  | «Beez in the Trap» (совместно с 2 Chainz)              |                                                                                              | Kenoe                    | 4:28         |
| 5.                  | «HOV Lane»                                             |                                                                                              |                          | 3:13         |
| 6.                  | «Roman Reloaded» (совместно с Лил Уэйном)              | Maraj, Samuels, Dwayne Carter, Ricardo Lamarre                                               | Rico Beats               | 3:16         |
| 7.                  | «Champion» (совместно с Nas, Дрейком, и Young Jeezy)   |                                                                                              | T-Minus, Seethram        | 4:56         |
| 8.                  | «Right by My Side» (совместно с Крисом Брауном)        | Ester Dean, Maraj, Chris Brown, Teyana Taylor, Andrew Wansel, Safaree Samuels, Warren Felder | Andrew "Pop" Wansel, Oak | 4:25         |
| 9.                  | «Sex in the Lounge» (совместно с Лил Уэйном и Bobby V) |                                                                                              |                          | 3:27         |
| 10.                 | «Starships»                                            | Maraj, Carl Falk, Rami Yacoub, Wayne Hector                                                  | RedOne, Falk, Yacoub     | 3:30         |
| 11.                 | «Pound The Alarm»                                      | Maraj                                                                                        | RedOne                   | 3:25         |
| 12.                 | «Whip It»                                              | Maraj                                                                                        | RedOne                   | 3:15         |
| 13.                 | «Automatic»                                            | Maraj, Alain Biamby, Joel Augustin, Richard Butler                                           | RedOne                   | 3:18         |
| 14.                 | «Beautiful Sinner»                                     | Maraj, Ester Dean                                                                            | RedOne, Alex da Kid      | 3:47         |
| 15.                 | «Marilyn Monroe»                                       |                                                                                              |                          | 3:16         |
| 16.                 | «Young Forever»                                        |                                                                                              | Dr. Luke                 | 3:06         |
| 17.                 | «Fire Burns»                                           |                                                                                              |                          | 2:59         |
| 18.                 | «Gun Shot» (совместно с Beenie Man)                    |                                                                                              | Kane Beatz               | 4:39         |
| 19.                 | «Stupid Hoe»                                           | Maraj, Tina Dunham                                                                           | T. Dunham                | 3:16         |
| Общая длительность: | Общая длительность:                                    | Общая длительность:                                                                          | Общая длительность:      | 68:59        |

| №   | Название                                                            | Длительность |
| --- | ------------------------------------------------------------------- | ------------ |
| 20. | «Press Conference» (featuring Charlemagne and Safaree «SB» Samuels) |              |

### Подарочное издание
| №                   | Название            | Автор(ы)                                          | Продюсер(ы)                  | Длительность |
| ------------------- | ------------------- | ------------------------------------------------- | ---------------------------- | ------------ |
| 20.                 | «Va Va Voom»        | Maraj, Allan Grigg, Lukasz Gottwald, Henry Walter | Kool Kojak, Cirkut, Dr. Luke | 3:03         |
| 21.                 | «Masquerade»        | Maraj, Gottwald                                   | Dr. Luke                     | 3:48         |
| Общая длительность: | Общая длительность: | Общая длительность:                               | Общая длительность:          | 75:50        |

| №                   | Название                                | Автор(ы)                                          | Продюсер(ы)                               | Длительность |
| ------------------- | --------------------------------------- | ------------------------------------------------- | ----------------------------------------- | ------------ |
| 20.                 | «Turn Me On» (совместно с David Guetta) | Onika Maraj, David Guetta, Dean, Giorgio Tuinfort | David Guetta, Giorgio Tuinfort, Black Raw | 3:19         |
| 21.                 | «Va Va Voom»                            | Maraj, Allan Grigg, Lukasz Gottwald, Henry Walter | Kool Kojak, Cirkut, Dr. Luke              | 3:03         |
| 22.                 | «Masquerade»                            | Maraj, Gottwald                                   | Dr. Luke                                  | 3:48         |
| Общая длительность: | Общая длительность:                     | Общая длительность:                               | Общая длительность:                       | 79:09        |

| №   | Название                                                            | Длительность |
| --- | ------------------------------------------------------------------- | ------------ |
| 23. | «Press Conference» (при участии Charlemagne и Safaree «SB» Samuels) |              |

## Чарты
| Чарт (2012)                     | Пик позиция |
| ------------------------------- | ----------- |
| Australian Albums Chart         | 5           |
| Australian Urban Albums Chart   | 2           |
| Austrian Albums Chart           | 49          |
| Belgian Albums Chart (Flanders) | 23          |
| Belgian Albums Chart (Wallonia) | 35          |
| Canadian Albums Chart           | 1           |
| Danish Albums Chart             | 25          |
| Dutch Albums Chart              | 24          |
| Finnish Albums Chart            | 48          |
| French Albums Chart             | 20          |
| Irish Albums Chart              | 2           |
| Mexican Albums Chart            | 39          |
| New Zealand Albums Chart        | 3           |
| Norwegian Albums Chart          | 9           |
| Scottish Albums Chart           | 1           |
| Spanish Albums Chart            | 60          |
| Swedish Albums Chart            | 37          |
| Swiss Albums Chart              | 24          |
| UK Albums Chart                 | 1           |
| UK R&B Albums Chart             | 1           |
| US Billboard 200                | 1           |
| US Top Rap Albums               | 1           |
| US Top R&B/Hip-Hop Albums       | 1           |